# 印第安斯普林斯 (加利福尼亞州洛杉磯縣)
印第安斯普林斯（英語：Indian Springs）是位於美國加利福尼亞州洛杉磯縣的一個非建制地區。該地的面積和人口皆未知。

## 地理
印第安斯普林斯的座標為34°19′50″N 118°20′01″W / 34.33056°N 118.33361°W，而該地的平均海拔高度為597米（即1959英尺）。